# Gold Cup 2023
Navigation
États-Unis 2021 États-Unis-Canada 2025
La Gold Cup 2023 est la dix-septième édition de la Gold Cup, compétition organisée par la Confédération de football d'Amérique du Nord, d'Amérique centrale et des Caraïbes (CONCACAF) et rassemblant les meilleures équipes masculines d'Amérique du Nord, d'Amérique centrale et des Caraïbes. Elle se déroule aux États-Unis et au Canada du 24 juin au 16 juillet 2023. Tous les matchs bénéficieront de la technologie sur la ligne de but, et également de l'utilisation de la VAR pendant la compétition.
Les États-Unis remettent leur titre en jeu, ils sont éliminés en demi-finale par le Panama.
Le Mexique remporte la compétition, son 9e titre (sous le nom Gold Cup) en battant le Panama 1 à 0 au SoFi Stadium d'Inglewood,

## Équipes qualifiées
Le 2 septembre 2020, la CONCACAF a annoncé que l'équipe du Qatar, championne de la Coupe d'Asie de l'AFC 2019 et également hôte de la Coupe du monde 2022, participera aux tournois 2021 et 2023. Par conséquent, seules trois équipes se qualifieront pour l'édition 2023 via les éliminatoires.
Les deux premiers de chaque groupe de la Ligue A de la Ligue des nations de la CONCACAF 2022-2023 sont qualifiés (huit équipes), ainsi que les vainqueurs de groupes de la Ligue B de la Ligue des nations de la CONCACAF 2022-2023, qui accèdent ainsi à l'échelon supérieur (quatre autres équipes). Les trois derniers qualifiées sont issus de barrage entre les derniers de groupe de Ligue A de la Ligue des nations de la CONCACAF 2022-2023, les deuxièmes de Ligue B de la Ligue des nations de la CONCACAF 2022-2023 et les vainqueurs de Ligue C de la Ligue des nations de la CONCACAF 2022-2023.
| Pays                       | Qualification                                  | Date             | Participations (incluant le championnat de la CONCACAF) | Meilleur résultat                                                                 | Dernière participation (résultat obtenu) |
| -------------------------- | ---------------------------------------------- | ---------------- | ------------------------------------------------------- | --------------------------------------------------------------------------------- | ---------------------------------------- |
| Qatar                      | Invitation                                     | 2 septembre 2020 | +2, (2)                                                 | Demi-finale 2021                                                                  | 2021 (Demi-finale)                       |
| Panama                     | Top 2 du groupe B Ligue A de Ligue des nations | 12 juin 2022     | +11, (12)                                               | Finaliste (2) · 2005, 2013                                                        | 2021 (Phase de groupes)                  |
| Jamaïque                   | 2e du groupe A Ligue A de Ligue des nations    | 14 juin 2022     | +13, (15)                                               | Finaliste (2) · 2015, 2017                                                        | 2021 (Quarts de finale)                  |
| Salvador                   | 2e du groupe D Ligue A de Ligue des nations    | 14 juin 2022     | +13, (19)                                               | Quarts de finale (6) 2002, 2003, 2011, 2013, 2017, 2021                           | 2021 (Quarts de finale)                  |
| Mexique                    | 1er du groupe A Ligue A de Ligue des nations   | 23 mars 2023     | +17, (25)                                               | Vainqueur (11) · 1965, 1971, 1977, 1993, 1996, 1998, 2003, 2009, 2011, 2015, 2019 | 2021 (Finaliste)                         |
| États-Unis                 | 1er du groupe D Ligue A de Ligue des nations   | 24 mars 2023     | +17, (19)                                               | Vainqueur (7) · 1991, 2002, 2005, 2007, 2013, 2017, 2021                          | 2021 (Vainqueur)                         |
| Haïti                      | 1er du groupe B Ligue B de Ligue des nations   | 25 mars 2023     | +9, (16)                                                | Vainqueur (1) · 1973                                                              | 2021 (Premier tour)                      |
| Costa Rica                 | Top 2 du groupe B Ligue A de Ligue des nations | 25 mars 2023     | +16, (22)                                               | Vainqueur (3) · 1963, 1969, 1989                                                  | 2021 (Quarts de finale)                  |
| Canada                     | 1er du groupe C Ligue A de Ligue des nations   | 25 mars 2023     | +16, (19)                                               | Vainqueur (2) · 1985, 2000                                                        | 2021 (Demi-finale)                       |
| Honduras                   | 2e du groupe C Ligue A de Ligue des nations    | 25 mars 2023     | +16, (22)                                               | Vainqueur (1) · 1981                                                              | 2021 (Quarts de finale)                  |
| Cuba                       | 1er du groupe A Ligue B de Ligue des nations   | 26 mars 2023     | +10, (12)                                               | Quatrième (1) 1971                                                                | 2019 (Premier tour)                      |
| Guatemala                  | 1er du groupe D Ligue B de Ligue des nations   | 27 mars 2023     | +12, (20)                                               | Vainqueur (1) · 1967                                                              | 2021 (Premier tour)                      |
| Trinité-et-Tobago          | 2e du groupe C Ligue B de Ligue des nations    | 12 juin 2023     | +12, (17)                                               | 3e place (1) · 2000                                                               | 2021 (Premier tour)                      |
| Guadeloupe                 | Éliminatoires de la Gold Cup 2023              | 20 juin 2023     | +5, (5)                                                 | 4e place (1) 2007                                                                 | 2021 (Premier tour)                      |
| Saint-Christophe-et-Niévès | Éliminatoires de la Gold Cup 2023              | 20 juin 2023     | +1, (1)                                                 | Première participation                                                            | Première participation                   |
| Martinique                 | Éliminatoires de la Gold Cup 2023              | 20 juin 2023     | +8, (8)                                                 | Quarts de finale 2002                                                             | 2021 (Premier tour)                      |

## Villes et stades
Le 27 octobre 2022, la CONCACAF annonce que la finale de la compétition se déroulera au SoFi Stadium d'Inglewood, dans l'État de Californie,. Ce n'est que le 10 avril 2023 que la liste complète des stades hôtes est dévoilée,.
| Arlington Texas     | Charlotte Caroline du Nord | Chicago Illinois | Fort Lauderdale Floride | Houston Texas        | Houston Texas        |
| ------------------- | --- | --- | --- | -------------------- | -------------------- |
| AT&T Stadium        | Bank of America Stadium | Soldier Field | Drive Pink Stadium | NRG Stadium          | Shell Energy Stadium |
| Capacité : 80 000   | Capacité : 74 867 | Capacité : 61 500 | Capacité : 18 000 | Capacité : 72 220    | Capacité : 22 039    |
|                     | | | |                      |                      |
| Cincinnati Ohio     | [[Fichier:Usa edcp (+HI +AK) location map.svg\|715px\|{{#if:\|{{{alt}}}\|Gold Cup 2023 est dans la page États-Unis.]]Arlington Glendale Houston Harrison Chicago Charlotte Paradise Cincinnati Inglewood Saint-Louis San Diego Santa Clara Toronto Fort Lauderdale Gold Cup 2023 (États-Unis) | [[Fichier:Usa edcp (+HI +AK) location map.svg\|715px\|{{#if:\|{{{alt}}}\|Gold Cup 2023 est dans la page États-Unis.]]Arlington Glendale Houston Harrison Chicago Charlotte Paradise Cincinnati Inglewood Saint-Louis San Diego Santa Clara Toronto Fort Lauderdale Gold Cup 2023 (États-Unis) | [[Fichier:Usa edcp (+HI +AK) location map.svg\|715px\|{{#if:\|{{{alt}}}\|Gold Cup 2023 est dans la page États-Unis.]]Arlington Glendale Houston Harrison Chicago Charlotte Paradise Cincinnati Inglewood Saint-Louis San Diego Santa Clara Toronto Fort Lauderdale Gold Cup 2023 (États-Unis) | Glendale Arizona     |                      |
| TQL Stadium         | [[Fichier:Usa edcp (+HI +AK) location map.svg\|715px\|{{#if:\|{{{alt}}}\|Gold Cup 2023 est dans la page États-Unis.]]Arlington Glendale Houston Harrison Chicago Charlotte Paradise Cincinnati Inglewood Saint-Louis San Diego Santa Clara Toronto Fort Lauderdale Gold Cup 2023 (États-Unis) | [[Fichier:Usa edcp (+HI +AK) location map.svg\|715px\|{{#if:\|{{{alt}}}\|Gold Cup 2023 est dans la page États-Unis.]]Arlington Glendale Houston Harrison Chicago Charlotte Paradise Cincinnati Inglewood Saint-Louis San Diego Santa Clara Toronto Fort Lauderdale Gold Cup 2023 (États-Unis) | [[Fichier:Usa edcp (+HI +AK) location map.svg\|715px\|{{#if:\|{{{alt}}}\|Gold Cup 2023 est dans la page États-Unis.]]Arlington Glendale Houston Harrison Chicago Charlotte Paradise Cincinnati Inglewood Saint-Louis San Diego Santa Clara Toronto Fort Lauderdale Gold Cup 2023 (États-Unis) | State Farm Stadium   |                      |
| Capacité : 25 513   | [[Fichier:Usa edcp (+HI +AK) location map.svg\|715px\|{{#if:\|{{{alt}}}\|Gold Cup 2023 est dans la page États-Unis.]]Arlington Glendale Houston Harrison Chicago Charlotte Paradise Cincinnati Inglewood Saint-Louis San Diego Santa Clara Toronto Fort Lauderdale Gold Cup 2023 (États-Unis) | [[Fichier:Usa edcp (+HI +AK) location map.svg\|715px\|{{#if:\|{{{alt}}}\|Gold Cup 2023 est dans la page États-Unis.]]Arlington Glendale Houston Harrison Chicago Charlotte Paradise Cincinnati Inglewood Saint-Louis San Diego Santa Clara Toronto Fort Lauderdale Gold Cup 2023 (États-Unis) | [[Fichier:Usa edcp (+HI +AK) location map.svg\|715px\|{{#if:\|{{{alt}}}\|Gold Cup 2023 est dans la page États-Unis.]]Arlington Glendale Houston Harrison Chicago Charlotte Paradise Cincinnati Inglewood Saint-Louis San Diego Santa Clara Toronto Fort Lauderdale Gold Cup 2023 (États-Unis) | Capacité : 63 400    |                      |
|                     | [[Fichier:Usa edcp (+HI +AK) location map.svg\|715px\|{{#if:\|{{{alt}}}\|Gold Cup 2023 est dans la page États-Unis.]]Arlington Glendale Houston Harrison Chicago Charlotte Paradise Cincinnati Inglewood Saint-Louis San Diego Santa Clara Toronto Fort Lauderdale Gold Cup 2023 (États-Unis) | [[Fichier:Usa edcp (+HI +AK) location map.svg\|715px\|{{#if:\|{{{alt}}}\|Gold Cup 2023 est dans la page États-Unis.]]Arlington Glendale Houston Harrison Chicago Charlotte Paradise Cincinnati Inglewood Saint-Louis San Diego Santa Clara Toronto Fort Lauderdale Gold Cup 2023 (États-Unis) | [[Fichier:Usa edcp (+HI +AK) location map.svg\|715px\|{{#if:\|{{{alt}}}\|Gold Cup 2023 est dans la page États-Unis.]]Arlington Glendale Houston Harrison Chicago Charlotte Paradise Cincinnati Inglewood Saint-Louis San Diego Santa Clara Toronto Fort Lauderdale Gold Cup 2023 (États-Unis) |                      |                      |
|                     | [[Fichier:Usa edcp (+HI +AK) location map.svg\|715px\|{{#if:\|{{{alt}}}\|Gold Cup 2023 est dans la page États-Unis.]]Arlington Glendale Houston Harrison Chicago Charlotte Paradise Cincinnati Inglewood Saint-Louis San Diego Santa Clara Toronto Fort Lauderdale Gold Cup 2023 (États-Unis) | [[Fichier:Usa edcp (+HI +AK) location map.svg\|715px\|{{#if:\|{{{alt}}}\|Gold Cup 2023 est dans la page États-Unis.]]Arlington Glendale Houston Harrison Chicago Charlotte Paradise Cincinnati Inglewood Saint-Louis San Diego Santa Clara Toronto Fort Lauderdale Gold Cup 2023 (États-Unis) | [[Fichier:Usa edcp (+HI +AK) location map.svg\|715px\|{{#if:\|{{{alt}}}\|Gold Cup 2023 est dans la page États-Unis.]]Arlington Glendale Houston Harrison Chicago Charlotte Paradise Cincinnati Inglewood Saint-Louis San Diego Santa Clara Toronto Fort Lauderdale Gold Cup 2023 (États-Unis) |                      |                      |
| Harrison New Jersey | [[Fichier:Usa edcp (+HI +AK) location map.svg\|715px\|{{#if:\|{{{alt}}}\|Gold Cup 2023 est dans la page États-Unis.]]Arlington Glendale Houston Harrison Chicago Charlotte Paradise Cincinnati Inglewood Saint-Louis San Diego Santa Clara Toronto Fort Lauderdale Gold Cup 2023 (États-Unis) | [[Fichier:Usa edcp (+HI +AK) location map.svg\|715px\|{{#if:\|{{{alt}}}\|Gold Cup 2023 est dans la page États-Unis.]]Arlington Glendale Houston Harrison Chicago Charlotte Paradise Cincinnati Inglewood Saint-Louis San Diego Santa Clara Toronto Fort Lauderdale Gold Cup 2023 (États-Unis) | [[Fichier:Usa edcp (+HI +AK) location map.svg\|715px\|{{#if:\|{{{alt}}}\|Gold Cup 2023 est dans la page États-Unis.]]Arlington Glendale Houston Harrison Chicago Charlotte Paradise Cincinnati Inglewood Saint-Louis San Diego Santa Clara Toronto Fort Lauderdale Gold Cup 2023 (États-Unis) | Inglewood Californie |                      |
| Red Bull Arena      | [[Fichier:Usa edcp (+HI +AK) location map.svg\|715px\|{{#if:\|{{{alt}}}\|Gold Cup 2023 est dans la page États-Unis.]]Arlington Glendale Houston Harrison Chicago Charlotte Paradise Cincinnati Inglewood Saint-Louis San Diego Santa Clara Toronto Fort Lauderdale Gold Cup 2023 (États-Unis) | [[Fichier:Usa edcp (+HI +AK) location map.svg\|715px\|{{#if:\|{{{alt}}}\|Gold Cup 2023 est dans la page États-Unis.]]Arlington Glendale Houston Harrison Chicago Charlotte Paradise Cincinnati Inglewood Saint-Louis San Diego Santa Clara Toronto Fort Lauderdale Gold Cup 2023 (États-Unis) | [[Fichier:Usa edcp (+HI +AK) location map.svg\|715px\|{{#if:\|{{{alt}}}\|Gold Cup 2023 est dans la page États-Unis.]]Arlington Glendale Houston Harrison Chicago Charlotte Paradise Cincinnati Inglewood Saint-Louis San Diego Santa Clara Toronto Fort Lauderdale Gold Cup 2023 (États-Unis) | SoFi Stadium         |                      |
| Capacité : 25 000   | [[Fichier:Usa edcp (+HI +AK) location map.svg\|715px\|{{#if:\|{{{alt}}}\|Gold Cup 2023 est dans la page États-Unis.]]Arlington Glendale Houston Harrison Chicago Charlotte Paradise Cincinnati Inglewood Saint-Louis San Diego Santa Clara Toronto Fort Lauderdale Gold Cup 2023 (États-Unis) | [[Fichier:Usa edcp (+HI +AK) location map.svg\|715px\|{{#if:\|{{{alt}}}\|Gold Cup 2023 est dans la page États-Unis.]]Arlington Glendale Houston Harrison Chicago Charlotte Paradise Cincinnati Inglewood Saint-Louis San Diego Santa Clara Toronto Fort Lauderdale Gold Cup 2023 (États-Unis) | [[Fichier:Usa edcp (+HI +AK) location map.svg\|715px\|{{#if:\|{{{alt}}}\|Gold Cup 2023 est dans la page États-Unis.]]Arlington Glendale Houston Harrison Chicago Charlotte Paradise Cincinnati Inglewood Saint-Louis San Diego Santa Clara Toronto Fort Lauderdale Gold Cup 2023 (États-Unis) | Capacité : 70 240    |                      |
|                     | [[Fichier:Usa edcp (+HI +AK) location map.svg\|715px\|{{#if:\|{{{alt}}}\|Gold Cup 2023 est dans la page États-Unis.]]Arlington Glendale Houston Harrison Chicago Charlotte Paradise Cincinnati Inglewood Saint-Louis San Diego Santa Clara Toronto Fort Lauderdale Gold Cup 2023 (États-Unis) | [[Fichier:Usa edcp (+HI +AK) location map.svg\|715px\|{{#if:\|{{{alt}}}\|Gold Cup 2023 est dans la page États-Unis.]]Arlington Glendale Houston Harrison Chicago Charlotte Paradise Cincinnati Inglewood Saint-Louis San Diego Santa Clara Toronto Fort Lauderdale Gold Cup 2023 (États-Unis) | [[Fichier:Usa edcp (+HI +AK) location map.svg\|715px\|{{#if:\|{{{alt}}}\|Gold Cup 2023 est dans la page États-Unis.]]Arlington Glendale Houston Harrison Chicago Charlotte Paradise Cincinnati Inglewood Saint-Louis San Diego Santa Clara Toronto Fort Lauderdale Gold Cup 2023 (États-Unis) |                      |                      |
|                     | [[Fichier:Usa edcp (+HI +AK) location map.svg\|715px\|{{#if:\|{{{alt}}}\|Gold Cup 2023 est dans la page États-Unis.]]Arlington Glendale Houston Harrison Chicago Charlotte Paradise Cincinnati Inglewood Saint-Louis San Diego Santa Clara Toronto Fort Lauderdale Gold Cup 2023 (États-Unis) | [[Fichier:Usa edcp (+HI +AK) location map.svg\|715px\|{{#if:\|{{{alt}}}\|Gold Cup 2023 est dans la page États-Unis.]]Arlington Glendale Houston Harrison Chicago Charlotte Paradise Cincinnati Inglewood Saint-Louis San Diego Santa Clara Toronto Fort Lauderdale Gold Cup 2023 (États-Unis) | [[Fichier:Usa edcp (+HI +AK) location map.svg\|715px\|{{#if:\|{{{alt}}}\|Gold Cup 2023 est dans la page États-Unis.]]Arlington Glendale Houston Harrison Chicago Charlotte Paradise Cincinnati Inglewood Saint-Louis San Diego Santa Clara Toronto Fort Lauderdale Gold Cup 2023 (États-Unis) |                      |                      |
| Paradise Nevada     | Saint-Louis Missouri | San Diego Californie | Santa Clara Californie | Toronto Ontario      |                      |
| Allegiant Stadium   | CityPark | Snapdragon Stadium | Levi's Stadium | BMO Field            |                      |
| Capacité : 61 000   | Capacité : 22 500 | Capacité : 32 000 | Capacité : 68 500 | Capacité : 30 991    |                      |
|                     | | | |                      |                      |
|                     | | | |                      |                      |

## Tirage au sort
Le tirage au sort de la phase finale de la Gold Cup a lieu le 14 avril 2023 au SoFi Stadium d'Inglewood,.
| Chapeau 1             | Chapeau 2     | Chapeau 3      | Chapeau 4                  |
| --------------------- | ------------- | -------------- | -------------------------- |
| Mexique (B1) (1)      | Panama (5)    | Honduras (9)   | Guadeloupe                 |
| États-Unis H (A1) (2) | Haïti (6)     | Salvador (10)  | Saint-Christophe-et-Niévès |
| Costa Rica (C1) (3)   | Jamaïque (7)  | Cuba (13)      | Martinique                 |
| Canada H (D1) (4)     | Guatemala (8) | Nicaragua (17) | Qatar                      |

| Groupe A                   | Groupe B | Groupe C   | Groupe D   |
| -------------------------- | -------- | ---------- | ---------- |
| États-Unis H               | Mexique  | Costa Rica | Canada H   |
| Jamaïque                   | Haïti    | Panama     | Guatemala  |
| Trinité-et-Tobago          | Honduras | Salvador   | Cuba       |
| Saint-Christophe-et-Niévès | Qatar    | Martinique | Guadeloupe |

## Phase de groupes
Le calendrier complet a été annoncé le 18 juin 2023. Toutes les heures sont indiquées dans le fuseau horaire (UTC-4)
Le classement est calculé avec le barème de points suivant : une victoire vaut trois points, le match nul un. La défaite ne rapporte aucun point.
Les équipes sont classées selon les critères suivants :
1. Plus grand nombre de points dans tous les matchs ;
2. Plus grande différence de buts générale ;
3. Plus grand nombre de buts marqués ;

Si plusieurs équipes sont à égalité, les critères suivants s'appliquent :
1. Plus grand nombre de points dans les confrontations directes ;
2. Plus grande différence de buts particulière ;
3. Plus grand nombre de buts dans les confrontations directes ;
4. Meilleure place au fair-play[b].

- Équipe qualifiée pour les quarts de finale
- Équipe éliminée

### Groupe A
| Rang | Équipe                     | Pts | J | G | N | P | Bp | Bc | Diff |
| ---- | -------------------------- | --- | - | - | - | - | -- | -- | ---- |
| 1    | États-Unis H               | 7   | 3 | 2 | 1 | 0 | 13 | 1  | +12  |
| 2    | Jamaïque                   | 7   | 3 | 2 | 1 | 0 | 10 | 2  | +8   |
| 3    | Trinité-et-Tobago          | 3   | 3 | 1 | 0 | 2 | 4  | 10 | -6   |
| 4    | Saint-Christophe-et-Niévès | 0   | 3 | 0 | 0 | 3 | 0  | 14 | -14  |

1re journée
| 24 juin 2023 | États-Unis  | 1 - 1   | Jamaïque         | Soldier Field, Chicago                                                     |                                                                            |
| 22:06        | Vazquez 88e | (0 - 1) | 13e Lowe (Gray ) | Spectateurs : 36 666 Arbitrage : César Ramos Arbitre vidéo : Erick Miranda | Spectateurs : 36 666 Arbitrage : César Ramos Arbitre vidéo : Erick Miranda |
| 22:06        | Rapport     |         |                  | Spectateurs : 36 666 Arbitrage : César Ramos Arbitre vidéo : Erick Miranda | Spectateurs : 36 666 Arbitrage : César Ramos Arbitre vidéo : Erick Miranda |

| 25 juin 2023 | Trinité-et-Tobago                                       | 3 - 0   | Saint-Christophe-et-Niévès | Drive Pink Stadium, Fort Lauderdale                                          |                                                                              |
| 16:00        | ( Hackshaw) A. Jones 43e · Fortune 65e · Ible 73e (csc) | (1 - 0) |                            | Spectateurs : 3 646 Arbitrage : Saíd Martínez Arbitre vidéo : Melissa Borjas | Spectateurs : 3 646 Arbitrage : Saíd Martínez Arbitre vidéo : Melissa Borjas |
| 16:00        | Rapport                                                 |         |                            | Spectateurs : 3 646 Arbitrage : Saíd Martínez Arbitre vidéo : Melissa Borjas | Spectateurs : 3 646 Arbitrage : Saíd Martínez Arbitre vidéo : Melissa Borjas |

2e journée
| 28 juin 2023 | Jamaïque                                                                                             | 4 - 1   | Trinité-et-Tobago       | CityPark, Saint-Louis                                                                   |                                                                                         |
| 19:30        | ( Bailey) Gray 14e · ( Latibeaudiere) Bailey 17e · ( Antonio) Gray 29e · ( Lembikisa) Richards 90+2e | (3 - 0) | 49e Rampersad (García ) | Spectateurs : 21 216 Arbitrage : Fernando Guerrero (en) Arbitre vidéo : Benjamín Pineda | Spectateurs : 21 216 Arbitrage : Fernando Guerrero (en) Arbitre vidéo : Benjamín Pineda |
| 19:30        | Rapport                                                                                              |         |                         | Spectateurs : 21 216 Arbitrage : Fernando Guerrero (en) Arbitre vidéo : Benjamín Pineda | Spectateurs : 21 216 Arbitrage : Fernando Guerrero (en) Arbitre vidéo : Benjamín Pineda |

| 28 juin 2023 | Saint-Christophe-et-Niévès | 0 - 6   | États-Unis | CityPark, Saint-Louis                                                            |                                                                                  |
| 21:30        |                            | (0 - 4) | 12e Mihailovic (Busio ) · 14e Reynolds (Zendejas ) · 16e Ferreira (Busio ) · 25e Ferreira (Mihailovic ) · 50e Ferreira (Mihailovic ) · 79e Mihailovic (Roldan ) | Spectateurs : 21 216 Arbitrage : Juan Calderón (es) Arbitre vidéo : Selvin Brown | Spectateurs : 21 216 Arbitrage : Juan Calderón (es) Arbitre vidéo : Selvin Brown |
| 21:30        | Rapport                    |         | | Spectateurs : 21 216 Arbitrage : Juan Calderón (es) Arbitre vidéo : Selvin Brown | Spectateurs : 21 216 Arbitrage : Juan Calderón (es) Arbitre vidéo : Selvin Brown |

3e journée
| 2 juillet 2023 | États-Unis | 6 - 0   | Trinité-et-Tobago | Bank of America Stadium, Charlotte                                             |                                                                                |
| 19:00          | ( Jones) Ferreira 14e · Ferreira 38e · Ferreira 45+3e (pen.) · Cowell 65e · ( Gressel) Busio 79e · Vazquez 90+4e | (3 - 0) |                   | Spectateurs : 40 243 Arbitrage : Mario Escobar Arbitre vidéo : Benjamín Pineda | Spectateurs : 40 243 Arbitrage : Mario Escobar Arbitre vidéo : Benjamín Pineda |
| 19:00          | Rapport |         |                   | Spectateurs : 40 243 Arbitrage : Mario Escobar Arbitre vidéo : Benjamín Pineda | Spectateurs : 40 243 Arbitrage : Mario Escobar Arbitre vidéo : Benjamín Pineda |

| 2 juillet 2023 | Jamaïque                                                                              | 5 - 0   | Saint-Christophe-et-Niévès | Levi's Stadium, Santa Clara                              |                                                          |
| 19:00          | Archibald 30e (csc) · ( Bailey) Russell 45+2e · Bernard 49e · Johnson 72e · Burke 74e | (2 - 0) |                            | Arbitrage : Adonai Escobedo Arbitre vidéo : Selvin Brown | Arbitrage : Adonai Escobedo Arbitre vidéo : Selvin Brown |
| 19:00          | Rapport                                                                               |         |                            | Arbitrage : Adonai Escobedo Arbitre vidéo : Selvin Brown | Arbitrage : Adonai Escobedo Arbitre vidéo : Selvin Brown |

### Groupe B
| Rang | Équipe   | Pts | J | G | N | P | Bp | Bc | Diff |
| ---- | -------- | --- | - | - | - | - | -- | -- | ---- |
| 1    | Mexique  | 6   | 3 | 2 | 0 | 1 | 7  | 2  | +5   |
| 2    | Qatar    | 4   | 3 | 1 | 1 | 1 | 3  | 3  | 0    |
| 3    | Honduras | 4   | 3 | 1 | 1 | 1 | 3  | 6  | -3   |
| 4    | Haïti    | 3   | 3 | 1 | 0 | 2 | 4  | 6  | -2   |

1re journée
| 25 juin 2023 | Haïti                                         | 2 - 1   | Qatar                    | NRG Stadium, Houston                                                                   |                                                                                        |
| 18:00        | Nazon 45+1e (pen.) · ( Antoine) Pierrot 90+7e | (1 - 1) | 20e Abdurisag (Meshaal ) | Spectateurs : 66 255 Arbitrage : Daneon Parchment Arbitre vidéo : Ricardo Montero (en) | Spectateurs : 66 255 Arbitrage : Daneon Parchment Arbitre vidéo : Ricardo Montero (en) |
| 18:00        | Rapport                                       |         |                          | Spectateurs : 66 255 Arbitrage : Daneon Parchment Arbitre vidéo : Ricardo Montero (en) | Spectateurs : 66 255 Arbitrage : Daneon Parchment Arbitre vidéo : Ricardo Montero (en) |

| 25 juin 2023 | Mexique                                                             | 4 - 0   | Honduras | NRG Stadium, Houston                                                    |                                                                         |
| 20:00        | Romo 1re · ( Gallardo) Romo 23e · ( Martín) Pineda 52e · Chávez 64e | (2 - 0) |          | Spectateurs : 66 255 Arbitrage : Mario Escobar Arbitre vidéo : Tim Ford | Spectateurs : 66 255 Arbitrage : Mario Escobar Arbitre vidéo : Tim Ford |
| 20:00        | Rapport                                                             |         |          | Spectateurs : 66 255 Arbitrage : Mario Escobar Arbitre vidéo : Tim Ford | Spectateurs : 66 255 Arbitrage : Mario Escobar Arbitre vidéo : Tim Ford |

2e journée
| 29 juin 2023 | Qatar                     | 1 - 1   | Honduras               | State Farm Stadium, Glendale                                                                |                                                                                             |
| 19:45        | ( Meshaal) Al-Abdullah 7e | (1 - 0) | 90+6e Elis ( Castillo) | Spectateurs : 34 517 Arbitrage : Armando Villarreal (en) Arbitre vidéo : Allen Chapman (en) | Spectateurs : 34 517 Arbitrage : Armando Villarreal (en) Arbitre vidéo : Allen Chapman (en) |
| 19:45        | Rapport                   |         |                        | Spectateurs : 34 517 Arbitrage : Armando Villarreal (en) Arbitre vidéo : Allen Chapman (en) | Spectateurs : 34 517 Arbitrage : Armando Villarreal (en) Arbitre vidéo : Allen Chapman (en) |

| 29 juin 2023 | Haïti                       | 1 - 3   | Mexique                                                      | State Farm Stadium, Glendale                                                   |                                                                                |
| 22:00        | ( Etienne) Jean Jacques 78e | (0 - 0) | 46e Martín (Antuna ) · 56e (csc) Adé · 83e Giménez (Antuna ) | Spectateurs : 34 517 Arbitrage : Walter López Arbitre vidéo : Chris Penso (en) | Spectateurs : 34 517 Arbitrage : Walter López Arbitre vidéo : Chris Penso (en) |
| 22:00        | Rapport                     |         |                                                              | Spectateurs : 34 517 Arbitrage : Walter López Arbitre vidéo : Chris Penso (en) | Spectateurs : 34 517 Arbitrage : Walter López Arbitre vidéo : Chris Penso (en) |

3e journée
| 2 juillet 2023 | Honduras                                     | 2 - 1   | Haïti       | Bank of America Stadium, Charlotte                                      |                                                                         |
| 21:00          | ( Núñez) Bengtson 42e · ( Álvarez) Pinto 59e | (1 - 1) | 20e Pierrot | Spectateurs : 47 382 Arbitrage : Oshane Nation Arbitre vidéo : Tim Ford | Spectateurs : 47 382 Arbitrage : Oshane Nation Arbitre vidéo : Tim Ford |
| 21:00          | Rapport                                      |         |             | Spectateurs : 47 382 Arbitrage : Oshane Nation Arbitre vidéo : Tim Ford | Spectateurs : 47 382 Arbitrage : Oshane Nation Arbitre vidéo : Tim Ford |

| 2 juillet 2023 | Mexique | 0 - 1   | Qatar                | Levi's Stadium, Santa Clara                                                             |                                                                                         |
| 21:00          |         | (0 - 1) | 27e Shehata (Jibril) | Spectateurs : 60 347 Arbitrage : Drew Fischer (en) Arbitre vidéo : Edvin Jurisevic (en) | Spectateurs : 60 347 Arbitrage : Drew Fischer (en) Arbitre vidéo : Edvin Jurisevic (en) |
| 21:00          | Rapport |         |                      | Spectateurs : 60 347 Arbitrage : Drew Fischer (en) Arbitre vidéo : Edvin Jurisevic (en) | Spectateurs : 60 347 Arbitrage : Drew Fischer (en) Arbitre vidéo : Edvin Jurisevic (en) |

### Groupe C
| Rang | Équipe     | Pts | J | G | N | P | Bp | Bc | Diff |
| ---- | ---------- | --- | - | - | - | - | -- | -- | ---- |
| 1    | Panama     | 7   | 3 | 2 | 1 | 0 | 6  | 4  | +2   |
| 2    | Costa Rica | 4   | 3 | 1 | 1 | 1 | 7  | 6  | +1   |
| 3    | Martinique | 3   | 3 | 1 | 0 | 2 | 7  | 9  | -2   |
| 4    | Salvador   | 2   | 3 | 0 | 2 | 1 | 3  | 4  | -1   |

1re journée
| 26 juin 2023 | Salvador             | 1 - 2   | Martinique                                    | Drive Pink Stadium, Fort Lauderdale                                                     |                                                                                         |
| 18:30        | Tamacas 90+5e (pen.) | (0 - 2) | 11e Burner (Poulolo ) · 16e Fortuné (Fabien ) | Spectateurs : 10 101 Arbitrage : Adonai Escobedo (es) Arbitre vidéo : Guillermo Pacheco | Spectateurs : 10 101 Arbitrage : Adonai Escobedo (es) Arbitre vidéo : Guillermo Pacheco |
| 18:30        | Rapport              |         |                                               | Spectateurs : 10 101 Arbitrage : Adonai Escobedo (es) Arbitre vidéo : Guillermo Pacheco | Spectateurs : 10 101 Arbitrage : Adonai Escobedo (es) Arbitre vidéo : Guillermo Pacheco |

| 26 juin 2023 | Costa Rica               | 1 - 2   | Panama                                         | Drive Pink Stadium, Fort Lauderdale                                                     |                                                                                         |
| 20:30        | ( Campbell) Suárez 90+1e | (0 - 1) | 23e Fajardo (Davis ) · 68e Bárcenas (Murillo ) | Spectateurs : 10 101 Arbitrage : Drew Fischer (en) Arbitre vidéo : Edvin Jurisevic (en) | Spectateurs : 10 101 Arbitrage : Drew Fischer (en) Arbitre vidéo : Edvin Jurisevic (en) |
| 20:30        | Rapport                  |         |                                                | Spectateurs : 10 101 Arbitrage : Drew Fischer (en) Arbitre vidéo : Edvin Jurisevic (en) | Spectateurs : 10 101 Arbitrage : Drew Fischer (en) Arbitre vidéo : Edvin Jurisevic (en) |

2e journée
| 30 juin 2023 | Martinique   | 1 - 2   | Panama                                         | Red Bull Arena, Harrison                                                      |                                                                               |
| 18:30        | Fabien 90+5e | (0 - 0) | 57e Fajardo ( Davis) · 69e Murillo ( Quintero) | Spectateurs : 22 615 Arbitrage : Saíd Martínez Arbitre vidéo : Tatiana Guzmán | Spectateurs : 22 615 Arbitrage : Saíd Martínez Arbitre vidéo : Tatiana Guzmán |
| 18:30        | Rapport      |         |                                                | Spectateurs : 22 615 Arbitrage : Saíd Martínez Arbitre vidéo : Tatiana Guzmán | Spectateurs : 22 615 Arbitrage : Saíd Martínez Arbitre vidéo : Tatiana Guzmán |

| 30 juin 2023 | Salvador | 0 - 0   | Costa Rica | Red Bull Arena, Harrison                                                   |                                                                            |
| 20:30        |          | (0 - 0) |            | Spectateurs : 22 615 Arbitrage : César Ramos Arbitre vidéo : Erick Miranda | Spectateurs : 22 615 Arbitrage : César Ramos Arbitre vidéo : Erick Miranda |
| 20:30        | Rapport  |         |            | Spectateurs : 22 615 Arbitrage : César Ramos Arbitre vidéo : Erick Miranda | Spectateurs : 22 615 Arbitrage : César Ramos Arbitre vidéo : Erick Miranda |

3e journée
| 4 juillet 2023 | Costa Rica | 6 - 4   | Martinique                                                              | Red Bull Arena, Harrison                                       |                                                                |
| 20:30          | Waston 10e · Burner 40e (csc) · ( Campbell) Vargas 53e · Campbell 58e (pen.) · ( Zúñiga) Contreras 68e · ( Campbell) Campos 89e | (2 - 1) | 19e Burner · 74e (pen.) Labeau · 78e Burner · 90+2e Mexique (Mandouki ) | Arbitrage : Bryan López Arbitre vidéo : Luis Enrique Santander | Arbitrage : Bryan López Arbitre vidéo : Luis Enrique Santander |
| 20:30          | Rapport |         |                                                                         | Arbitrage : Bryan López Arbitre vidéo : Luis Enrique Santander | Arbitrage : Bryan López Arbitre vidéo : Luis Enrique Santander |

| 4 juillet 2023 | Panama                                     | 2 - 2   | Salvador                                       | Shell Energy Stadium, Houston                              |                                                            |
| 20:30          | ( Díaz) Escobar 26e · ( Blackman) Díaz 71e | (1 - 1) | 4e B. Gil (González ) · 90+1e M. Gil (Roldán ) | Arbitrage : Walter López Arbitre vidéo : Guillermo Pacheco | Arbitrage : Walter López Arbitre vidéo : Guillermo Pacheco |
| 20:30          | Rapport                                    |         |                                                | Arbitrage : Walter López Arbitre vidéo : Guillermo Pacheco | Arbitrage : Walter López Arbitre vidéo : Guillermo Pacheco |

### Groupe D
| Rang | Équipe     | Pts | J | G | N | P | Bp | Bc | Diff |
| ---- | ---------- | --- | - | - | - | - | -- | -- | ---- |
| 1    | Guatemala  | 7   | 3 | 2 | 1 | 0 | 4  | 2  | +2   |
| 2    | Canada H   | 5   | 3 | 1 | 2 | 0 | 6  | 4  | +2   |
| 3    | Guadeloupe | 4   | 3 | 1 | 1 | 1 | 8  | 6  | +2   |
| 4    | Cuba       | 0   | 3 | 0 | 0 | 3 | 3  | 9  | -6   |

1re journée
| 27 juin 2023 | Canada                                    | 2 - 2   | Guadeloupe                                         | BMO Field, Toronto                                                          |                                                                             |
| 19:00        | ( Hoilett) Cavallini 49e · Lina 70e (csc) | (0 - 1) | 23e Ambrose (Leborgne ) · 90+3e (csc) Russell-Rowe | Spectateurs : 15 301 Arbitrage : Rubiel Vazquez Arbitre vidéo : Jorge Pérez | Spectateurs : 15 301 Arbitrage : Rubiel Vazquez Arbitre vidéo : Jorge Pérez |
| 19:00        | Rapport                                   |         |                                                    | Spectateurs : 15 301 Arbitrage : Rubiel Vazquez Arbitre vidéo : Jorge Pérez | Spectateurs : 15 301 Arbitrage : Rubiel Vazquez Arbitre vidéo : Jorge Pérez |

| 27 juin 2023 | Guatemala               | 1 - 0   | Cuba | Drive Pink Stadium, Fort Lauderdale                                           |                                                                               |
| 20:45        | ( Mendez-Laing) Lom 48e | (0 - 0) |      | Spectateurs : 13 426 Arbitrage : Oshane Nation Arbitre vidéo : Ismael Cornejo | Spectateurs : 13 426 Arbitrage : Oshane Nation Arbitre vidéo : Ismael Cornejo |
| 20:45        | Rapport                 |         |      | Spectateurs : 13 426 Arbitrage : Oshane Nation Arbitre vidéo : Ismael Cornejo | Spectateurs : 13 426 Arbitrage : Oshane Nation Arbitre vidéo : Ismael Cornejo |

2e journée
| 1er juillet 2023 | Cuba                   | 1 - 4   | Guadeloupe                                                                           | Shell Energy Stadium, Houston                                               |                                                                             |
| 19:30            | A.Hernández 62e (pen.) | (0 - 3) | 13e Phaëton (Solvet ) · 41e Plumain (Leborgne ) · 43e Phaëton (Ambrose ) · 50e Baron | Spectateurs : 19 766 Arbitrage : Iván Barton Arbitre vidéo : Melissa Borjas | Spectateurs : 19 766 Arbitrage : Iván Barton Arbitre vidéo : Melissa Borjas |
| 19:30            | Rapport                |         |                                                                                      | Spectateurs : 19 766 Arbitrage : Iván Barton Arbitre vidéo : Melissa Borjas | Spectateurs : 19 766 Arbitrage : Iván Barton Arbitre vidéo : Melissa Borjas |

| 1er juillet 2023 | Guatemala | 0 - 0   | Canada | Shell Energy Stadium, Houston                                                            |                                                                                          |
| 21:30            |           | (0 - 0) |        | Spectateurs : 19 766 Arbitrage : Marco Ortiz Arbitre vidéo : Luis Enrique Santander (en) | Spectateurs : 19 766 Arbitrage : Marco Ortiz Arbitre vidéo : Luis Enrique Santander (en) |
| 21:30            | Rapport   |         |        | Spectateurs : 19 766 Arbitrage : Marco Ortiz Arbitre vidéo : Luis Enrique Santander (en) | Spectateurs : 19 766 Arbitrage : Marco Ortiz Arbitre vidéo : Luis Enrique Santander (en) |

3e journée
| 4 juillet 2023 | Guadeloupe                                     | 2 - 3   | Guatemala                                                   | Red Bull Arena, Harrison                                          |                                                                   |
| 18:30          | ( Leborgne) Gravillon 27e · Plumain 63e (pen.) | (1 - 1) | 39e Rubin (García ) · 70e Rubin (Mendez-Laing ) · 76e Mejía | Arbitrage : Juan Gabriel Calderón Arbitre vidéo : Benjamín Pineda | Arbitrage : Juan Gabriel Calderón Arbitre vidéo : Benjamín Pineda |
| 18:30          | Rapport                                        |         |                                                             | Arbitrage : Juan Gabriel Calderón Arbitre vidéo : Benjamín Pineda | Arbitrage : Juan Gabriel Calderón Arbitre vidéo : Benjamín Pineda |

| 4 juillet 2023 | Canada                                                                            | 4 - 2   | Cuba                                     | Shell Energy Stadium, Houston                       |                                                     |
| 18:30          | Hoilett 21e (pen.) · ( Cavallini) Osorio 26e · Nelson 47e · ( Hoilett) Millar 62e | (2 - 1) | 45+4e (pen.) Paradela · 89e (pen.) Reyes | Arbitrage : Keylor Herrera Arbitre vidéo : Tim Ford | Arbitrage : Keylor Herrera Arbitre vidéo : Tim Ford |
| 18:30          | Rapport                                                                           |         |                                          | Arbitrage : Keylor Herrera Arbitre vidéo : Tim Ford | Arbitrage : Keylor Herrera Arbitre vidéo : Tim Ford |

## Tableau final
|  | Quarts de finale           | Quarts de finale           | Quarts de finale           | Quarts de finale           |            |            | Demi-finales              | Demi-finales              | Demi-finales              | Demi-finales              |  |  | Finale                     | Finale                     | Finale                     | Finale                     |
|  |                            |                            |                            |                            |            |            |                           |                           |                           |                           |  |  |                            |                            |                            |                            |
|  | 9 juillet 2023, Cincinnati | 9 juillet 2023, Cincinnati | 9 juillet 2023, Cincinnati | 9 juillet 2023, Cincinnati |            |            | 12 juillet 2023, Paradise | 12 juillet 2023, Paradise | 12 juillet 2023, Paradise | 12 juillet 2023, Paradise |  |  | 16 juillet 2023, Inglewood | 16 juillet 2023, Inglewood | 16 juillet 2023, Inglewood | 16 juillet 2023, Inglewood |
|  | 9 juillet 2023, Cincinnati | 9 juillet 2023, Cincinnati | 9 juillet 2023, Cincinnati | 9 juillet 2023, Cincinnati |            |            | 12 juillet 2023, Paradise | 12 juillet 2023, Paradise | 12 juillet 2023, Paradise | 12 juillet 2023, Paradise |  |  | 16 juillet 2023, Inglewood | 16 juillet 2023, Inglewood | 16 juillet 2023, Inglewood | 16 juillet 2023, Inglewood |
|  | 1D                         | Guatemala                  | 0                          | 0                          |            |            | 12 juillet 2023, Paradise | 12 juillet 2023, Paradise | 12 juillet 2023, Paradise | 12 juillet 2023, Paradise |  |  | 16 juillet 2023, Inglewood | 16 juillet 2023, Inglewood | 16 juillet 2023, Inglewood | 16 juillet 2023, Inglewood |
|  | 1D                         | Guatemala                  | 0                          | 0                          |            |            | 12 juillet 2023, Paradise | 12 juillet 2023, Paradise | 12 juillet 2023, Paradise | 12 juillet 2023, Paradise |  |  | 16 juillet 2023, Inglewood | 16 juillet 2023, Inglewood | 16 juillet 2023, Inglewood | 16 juillet 2023, Inglewood |
|  | 2A                         | Jamaïque                   | 1                          | 1                          |            |            | 12 juillet 2023, Paradise | 12 juillet 2023, Paradise | 12 juillet 2023, Paradise | 12 juillet 2023, Paradise |  |  | 16 juillet 2023, Inglewood | 16 juillet 2023, Inglewood | 16 juillet 2023, Inglewood | 16 juillet 2023, Inglewood |
|  | 2A                         | Jamaïque                   | 1                          | 1                          | Jamaïque   | Jamaïque   | 0                         | 0                         |                           |                           |  |  | 16 juillet 2023, Inglewood | 16 juillet 2023, Inglewood | 16 juillet 2023, Inglewood | 16 juillet 2023, Inglewood |
|  | 8 juillet 2023, Arlington  |                            |                            |                            | Jamaïque   | Jamaïque   | 0                         | 0                         |                           |                           |  |  | 16 juillet 2023, Inglewood | 16 juillet 2023, Inglewood | 16 juillet 2023, Inglewood | 16 juillet 2023, Inglewood |
|  |                            |                            | Mexique                    | Mexique                    | 3          | 3          |                           |                           |                           |                           |  |  | 16 juillet 2023, Inglewood | 16 juillet 2023, Inglewood | 16 juillet 2023, Inglewood | 16 juillet 2023, Inglewood |
|  | 1B                         | Mexique                    | Mexique                    | Mexique                    | 3          | 3          | 2                         | 2                         |                           |                           |  |  | 16 juillet 2023, Inglewood | 16 juillet 2023, Inglewood | 16 juillet 2023, Inglewood | 16 juillet 2023, Inglewood |
|  | 1B                         | Mexique                    | 12 juillet 2023, San Diego |                            |            |            | 2                         | 2                         |                           |                           |  |  | 16 juillet 2023, Inglewood | 16 juillet 2023, Inglewood | 16 juillet 2023, Inglewood | 16 juillet 2023, Inglewood |
|  | 2C                         | Costa Rica                 | 0                          | 0                          |            |            |                           |                           |                           |                           |  |  | 16 juillet 2023, Inglewood | 16 juillet 2023, Inglewood | 16 juillet 2023, Inglewood | 16 juillet 2023, Inglewood |
|  | 2C                         | Costa Rica                 | 0                          | 0                          | Mexique    | Mexique    | 1                         | 1                         |                           |                           |  |  |                            |                            |                            |                            |
|  | 9 juillet 2023, Cincinnati |                            |                            |                            | Mexique    | Mexique    | 1                         | 1                         |                           |                           |  |  |                            |                            |                            |                            |
|  |                            |                            | Panama                     | Panama                     | 0          | 0          |                           |                           |                           |                           |  |  |                            |                            |                            |                            |
|  | 1A                         | États-Unis                 | Panama                     | Panama                     | 0          | 0          | 2ap (3)                   | 2ap (3)                   |                           |                           |  |  |                            |                            |                            |                            |
|  | 1A                         | États-Unis                 |                            |                            |            |            |                           |                           |                           |                           |  |  |                            |                            |                            |                            |
|  | 2D                         | Canada                     | 2 tab(2)                   | 2 tab(2)                   |            |            |                           |                           |                           |                           |  |  |                            |                            |                            |                            |
|  | 2D                         | Canada                     | 2 tab(2)                   | 2 tab(2)                   | États-Unis | États-Unis | 1ap (4)                   | 1ap (4)                   |                           |                           |  |  |                            |                            |                            |                            |
|  | 8 juillet 2023, Arlington  |                            |                            |                            | États-Unis | États-Unis | 1ap (4)                   | 1ap (4)                   |                           |                           |  |  |                            |                            |                            |                            |
|  |                            |                            | Panama                     | Panama                     | 1 tab(5)   | 1 tab(5)   |                           |                           |                           |                           |  |  |                            |                            |                            |                            |
|  | 1C                         | Panama                     | Panama                     | Panama                     | 1 tab(5)   | 1 tab(5)   | 4                         | 4                         |                           |                           |  |  |                            |                            |                            |                            |
|  | 1C                         | Panama                     |                            |                            |            |            |                           | 4                         |                           |                           |  |  |                            |                            |                            |                            |
|  | 2B                         | Qatar                      | 0                          | 0                          |            |            |                           |                           |                           |                           |  |  |                            |                            |                            |                            |
|  | 2B                         | Qatar                      | 0                          | 0                          |            |            |                           |                           |                           |                           |  |  |                            |                            |                            |                            |
|  |                            |                            |                            |                            |            |            |                           |                           |                           |                           |  |  |                            |                            |                            |                            |

### Quarts de finale
| Match 25             | Panama                                                                            | 4 - 0   | Qatar | AT&T Stadium, Arlington                                                    |                                                                            |
| 8 juillet 2023 19:00 | ( Davis) Bárcenas 19e · ( Carrasquilla) Díaz 56e · Díaz 63e · ( Fajardo) Díaz 65e | (1 - 0) |       | Spectateurs : 60 355 Arbitrage : Cesar Ramos Arbitre vidéo : Érick Miranda | Spectateurs : 60 355 Arbitrage : Cesar Ramos Arbitre vidéo : Érick Miranda |
| 8 juillet 2023 19:00 | Rapport                                                                           |         |       | Spectateurs : 60 355 Arbitrage : Cesar Ramos Arbitre vidéo : Érick Miranda | Spectateurs : 60 355 Arbitrage : Cesar Ramos Arbitre vidéo : Érick Miranda |

| Match 26             | Mexique                                     | 2 - 0   | Costa Rica | AT&T Stadium, Arlington                                                    |                                                                            |
| 8 juillet 2023 21:30 | Pineda 52e (pen.) · ( Alvarado) Sánchez 87e | (0 - 0) |            | Spectateurs : 60 355 Arbitrage : Saíd Martínez Arbitre vidéo : Chris Penso | Spectateurs : 60 355 Arbitrage : Saíd Martínez Arbitre vidéo : Chris Penso |
| 8 juillet 2023 21:30 | Rapport                                     |         |            | Spectateurs : 60 355 Arbitrage : Saíd Martínez Arbitre vidéo : Chris Penso | Spectateurs : 60 355 Arbitrage : Saíd Martínez Arbitre vidéo : Chris Penso |

| Match 27             | Guatemala | 0 - 1   | Jamaïque         | TQL Stadium, Cincinnati                                                       |                                                                               |
| 9 juillet 2023 17:00 |           | (0 - 0) | 51e Bell (Gray ) | Spectateurs : 24 979 Arbitrage : Drew Fischer Arbitre vidéo : Edvin Jurisevic | Spectateurs : 24 979 Arbitrage : Drew Fischer Arbitre vidéo : Edvin Jurisevic |
| 9 juillet 2023 17:00 | Rapport   |         |                  | Spectateurs : 24 979 Arbitrage : Drew Fischer Arbitre vidéo : Edvin Jurisevic | Spectateurs : 24 979 Arbitrage : Drew Fischer Arbitre vidéo : Edvin Jurisevic |

| Match 28             | États-Unis                                | 2 - 2 ap              | Canada                                          | TQL Stadium, Cincinnati                                                             |                                                                                     |
| 9 juillet 2023 19:30 | ( Jones) Vazquez 88e · Kennedy 114e (csc) | (0 - 0, 1 - 1, 1 - 1) | 90+3e (pen.) Vitória · 109e Shaffelburg         | Spectateurs : 24 979 Arbitrage : Marco Ortiz Arbitre vidéo : Luis Enrique Santander | Spectateurs : 24 979 Arbitrage : Marco Ortiz Arbitre vidéo : Luis Enrique Santander |
| 9 juillet 2023 19:30 | Rapport                                   |                       |                                                 | Spectateurs : 24 979 Arbitrage : Marco Ortiz Arbitre vidéo : Luis Enrique Santander | Spectateurs : 24 979 Arbitrage : Marco Ortiz Arbitre vidéo : Luis Enrique Santander |
| 9 juillet 2023 19:30 | Vazquez · Cowell · Busio · Ferreira       | Tirs au but 3 - 2     | Vitória · Fraser · Miller · Russell-Rowe · Brym | Spectateurs : 24 979 Arbitrage : Marco Ortiz Arbitre vidéo : Luis Enrique Santander | Spectateurs : 24 979 Arbitrage : Marco Ortiz Arbitre vidéo : Luis Enrique Santander |

### Demi-finales
| Match 30              | États-Unis                                                 | 1 - 1 ap              | Panama                                                         | Snapdragon Stadium, San Diego                                              |                                                                            |
| 12 juillet 2023 19:30 | ( Morris) Ferreira 105e                                    | (0 - 0, 0 - 0, 1 - 1) | 99e Anderson (Carrasquilla )                                   | Spectateurs : 31 690 Arbitrage : Walter López Arbitre vidéo : Selvin Brown | Spectateurs : 31 690 Arbitrage : Walter López Arbitre vidéo : Selvin Brown |
| 12 juillet 2023 19:30 | Rapport                                                    |                       |                                                                | Spectateurs : 31 690 Arbitrage : Walter López Arbitre vidéo : Selvin Brown | Spectateurs : 31 690 Arbitrage : Walter López Arbitre vidéo : Selvin Brown |
| 12 juillet 2023 19:30 | Ferreira · Mihailovic · Morris · Gressel · Miazga · Roldan | Tirs au but 4 - 5     | Escobar · Díaz · Martínez · Bárcenas · Waterman · Carrasquilla | Spectateurs : 31 690 Arbitrage : Walter López Arbitre vidéo : Selvin Brown | Spectateurs : 31 690 Arbitrage : Walter López Arbitre vidéo : Selvin Brown |

| Match 29              | Jamaïque | 0 - 3   | Mexique                                             | Allegiant Stadium, Paradise                                                    |                                                                                |
| 12 juillet 2023 22:00 |          | (0 - 2) | 2e Martín · 30e Chávez · 90+3e Alvarado (Gallardo ) | Spectateurs : 29 886 Arbitrage : Mario Escobar Arbitre vidéo : Ricardo Montero | Spectateurs : 29 886 Arbitrage : Mario Escobar Arbitre vidéo : Ricardo Montero |
| 12 juillet 2023 22:00 | Rapport  |         |                                                     | Spectateurs : 29 886 Arbitrage : Mario Escobar Arbitre vidéo : Ricardo Montero | Spectateurs : 29 886 Arbitrage : Mario Escobar Arbitre vidéo : Ricardo Montero |

### Finale
| Match 31              | Mexique               | 1 - 0   | Panama | SoFi Stadium, Inglewood                                                        |                                                                                |
| 16 juillet 2023 19:30 | ( Pineda) Giménez 88e | (0 - 0) |        | Spectateurs : 72 963 Arbitrage : Saíd Martínez Arbitre vidéo : Ricardo Montero | Spectateurs : 72 963 Arbitrage : Saíd Martínez Arbitre vidéo : Ricardo Montero |
| 16 juillet 2023 19:30 | Rapport               |         |        | Spectateurs : 72 963 Arbitrage : Saíd Martínez Arbitre vidéo : Ricardo Montero | Spectateurs : 72 963 Arbitrage : Saíd Martínez Arbitre vidéo : Ricardo Montero |

## Statistiques et récompenses

### Classement de la compétition
| Place             | Nation     | Stade de la compétition |
| ----------------- | ---------- | ----------------------- |
| Médaille d'or     | Mexique    | Vainqueur               |
| Médaille d'argent | Panama     | Finale                  |
| 3                 | Jamaïque   | Demi-finale             |
| 4                 | États-Unis | Demi-finale             |
| 5                 | Guatemala  | Quarts de finale        |
| 6                 | Canada     | Quarts de finale        |
| 7                 | Costa Rica | Quarts de finale        |
| 8                 | Qatar      | Quarts de finale        |

| Place | Nation                     | Stade de la compétition |
| ----- | -------------------------- | ----------------------- |
| 9     | Guadeloupe                 | Premier tour            |
| 10    | Honduras                   | Premier tour            |
| 11    | Martinique                 | Premier tour            |
| 12    | Haïti                      | Premier tour            |
| 13    | Trinité-et-Tobago          | Premier tour            |
| 14    | Salvador                   | Premier tour            |
| 15    | Cuba                       | Premier tour            |
| 16    | Saint-Christophe-et-Niévès | Premier tour            |

### Buteurs
| 7 buts - Jesús Ferreira 4 buts - Ismael Díaz 3 buts - Brandon Vazquez - Patrick Burner 2 buts - Matthias Phaëton - Ange-Freddy Plumain - Rubio Rubin - Frantzdy Pierrot - Demarai Gray - Luis Chávez - Henry Martín - Orbelín Pineda - Luis Romo - Santiago Giménez - Édgar Bárcenas - José Fajardo - Djordje Mihailovic | 1 but - Lucas Cavallini - Junior Hoilett - Jonathan Osorio - Jayden Nelson - Liam Millar - Jacob Shaffelburg - Steven Vitória - Arichel Hernández - Luis Paradela - Maikel Reyes - Francisco Calvo - Joel Campbell - Diego Campos - Anthony Contreras - Aarón Suárez - Juan Pablo Vargas - Kendall Waston - Bryan Tamacas - Brayan Gil | - Mayer Gil - Thierry Ambrose - Anthony Baron - Andreaw Gravillon - Darwin Lom - Carlos Mejía - Danley Jean Jacques - Duckens Nazon - Jerry Bengtson - Alberth Elis - José Pinto - Leon Bailey - Amari'i Bell - Di'Shon Bernard - Cory Burke - Daniel Johnson - Damion Lowe - Dujuan Richards - Jon Russell | - Karl Fabien - Kévin Fortuné - Brighton Labeau - Jonathan Mexique - Roberto Alvarado - Érick Sánchez - Fidel Escobar - Michael Murillo - Iván Anderson - Yusuf Abdurisag - Tameem Al-Abdullah - Hazem Shehata - Ajani Fortune - Alvin Jones - Andre Rampersad - Gianluca Busio - Cade Cowell - Bryan Reynolds |

contre son camp  (csc)
| - Ricardo Adé (contre le Mexique) - Jacen Russell-Rowe (contre la Guadeloupe) - Méddy Lina (contre le Canada) - Julani Archibald (contre la Jamaïque) | - Jameel Ible (contre Trinité-et-Tobago) - Patrick Burner (contre le Costa Rica) - Scott Kennedy (contre les Etats Unis) |

### Passeurs
| 3 passes décisives - Jordan Leborgne - Joel Campbell - Eric Davis 2 passes décisives - Gianluca Busio - Djordje Mihailovic - DeJuan Jones - Uriel Antuna - Mostafa Meshaal - Leon Bailey - Demarai Gray - Nathaniel Mendez-Laing - Junior Hoilett | 1 passe décisive - Alejandro Zendejas - Cristian Roldan - Julian Gressel - Joel Latibeaudiere - Michail Antonio - Dexter Lembikisa - Neveal Hackshaw - Levi García - Carnejy Antoine - Derrick Etienne - Jesús Gallardo - Henry Martín - Orbelín Pineda - Rubilio Castillo - Maylor Núñez - Jorge Álvarez - Michael Murillo | - Alberto Quintero - Ismael Díaz - Cesar Blackman - Adalberto Carrasquilla - José Fajardo - Florent Poulolo - Karl Fabien - Cyril Mandouki - Suhander Zúñiga - Mario González - Alex Roldán - Steve Solvet - Thierry Ambrose - Lucas Cavallini - Esteban García - Mosaab Khoder Jibril |

### Récompenses individuelles
| Catégorie               | Lauréats                  |
| ----------------------- | ------------------------- |
| Meilleur joueur         | Adalberto Carrasquilla    |
| Meilleur gardien        | Guillermo Ochoa           |
| Meilleur buteur         | Jesús Ferreira            |
| Meilleur esprit sportif | Santiago Giménez          |
| Meilleur but            | Anthony Baron contre Cuba |
| Fair-play               | États-Unis                |

### Équipe-type de la phase de groupes
| Gardien        | Défenseurs                           | Milieux                                                    | Attaquants                                |
| -------------- | ------------------------------------ | ---------------------------------------------------------- | ----------------------------------------- |
| Nicholas Hagen | Patrick Burner Luis Romo James Sands | Edgar Barcenas Luis Chávez Carlos Mejia Djordje Mihailovic | Jesús Ferreira Joel Campbell Demarai Gray |

| Équipe nationale | Nombre de joueurs |
| ---------------- | ----------------- |
| États-Unis       | 3                 |
| Mexique          | 2                 |
| Guatemala        | 2                 |
| Panama           | 1                 |
| Jamaïque         | 1                 |
| Costa Rica       | 1                 |

### Équipe-type de la compétition
| Gardien         | Défenseurs                                | Milieux                                                                       | Attaquants                 |
| --------------- | ----------------------------------------- | ----------------------------------------------------------------------------- | -------------------------- |
| Guillermo Ochoa | Fidel Escobar Johan Vásquez Jorge Sánchez | Luis Chávez Adalberto Carrasquilla Orbelín Pineda Édgar Bárcenas Demarai Gray | Jesús Ferreira Ismael Díaz |

| Équipe nationale | Nombre de joueurs |
| ---------------- | ----------------- |
| Mexique          | 5                 |
| Panama           | 4                 |
| Jamaïque         | 1                 |
| États-Unis       | 1                 |